# Aletta Fredericks
Aletta Fredericks, auch Aletha Frederick (* 1981/82 oder 1987/88 in Bethanie, Südwestafrika), ist eine namibische Politikerin der SWAPO und Gouverneurin der Region ǁKarasKlicklaut.

## Leben
Vor ihrer Ernennung zur Gouverneurin am 7. April 2020 war Fredericks im Gesundheitsministerium beschäftigt. Zudem war sie seit 2010 Ratsvorsitzende in Bethanie und seit 2017 parteipolitische Vertreterin der SWAPO in der Region.
Sie ist die erste Gouverneurin der Region, die auch in dieser geboren und aufgewachsen ist.